# Nasta
För den amerikanska förvaltningen NASTA, se National Administration of State Book Administrations.
Nasta är en herrgård, belägen sydväst om centrala Örebro, i Ånsta socken. Nastas ägor har på 1900-talet bebyggts, så att de nu utgör en stadsdel. 

## Nasta herrgård
Herrgården består av mangårdsbyggnad och två flyglar i trä. Mangårdsbyggnaden är byggd år 1648 och är restaurerad år 1906. Flyglarna är troligen byggda ungefär samtidigt och är renoverade 1910-44. Egendomen omfattade 70 ha åker och 110 ha skog. På 1600-talet ägdes Nasta av riksskattmästaren Seved Bååth på Myrö. På 1940-talet ägdes herrgården av släkten af Burén. En utförlig ägandelängd finns i nedanstående källa . Nasta herrgård ligger idag mitt i Nasta-området.

## Nasta stadsdel och industriområde
I väster begränsas området av motorvägen Västerleden, i öster av Mosåsvägen/Adolfsbergsvägen, i norr av Södra Infartsleden och i söder av området Solfjärdern med den omgivande Sanatorieparken. Villaområdet Nasta är en del av nedre Adolfsberg. Norra delen av Nasta är ett industriområde. Här ligger bl.a. Örebro Brandstation och gamla Örebromässan.